# 환두
환두(驩兜)는 고대 중국 신화에 등장하는 악신이다. 공공, 곤, 삼묘와 함께 사죄의 한 사람이다. 요시대의 악인이라고도 한다.
환두는 삼묘와 짜고 요에 대해서 반란을 계획했다고 전해지는데, 그것이 사죄로 꼽히는 이유가 되고 있다. 요와의 싸움에서 패한 후, 환두의 자손들은 남방으로 멀리 달아나 환두국을 세운 것으로 알려져 있다. 그 나라의 모습과 위치는 『산해경』 등에 기록되어 있다. 『사기』 본기에는 환두의 후손들이 남쪽으로 가서 남만이 되었다고 적혀 있다.
환두와 단주가 동일한 존재라는 고찰은 오래 전부터 『독서 우식』(권 2)이나 『산해경』의 환두에 붙여진 주 등에 존재한다. 『산해경』의 해내남경에는 단주의 무덤, 해내북경에는 단주의 대라는 것이 기록되어 있다. 중국 신화학자인 위안커는 이것을 환두의 무덤과 대라고 보고 있다.

## 같이 보기
- 환두인
- 삼묘인